# Боб Фалкенбурґ
Боб Фалкенбурґ (англ. Bob Falkenburg; 29 січня 1926 — 6 січня 2022) — колишній американський тенісист.
Найвищу одиночну позицію світового рейтингу — 7 місце досяг 1948 року (за даними Джона Олліффа).
Перемагав на турнірах Великого шолома в одиночному та парному розрядах.
Завершив кар'єру 1955 року.

## Фінали турнірів Великого шолома
Джерело: 

### Одиночний розряд (1 перемога)
| Результат | Рік  | Турнір               | Покриття | Суперник     | Рахунок                 |
| --------- | ---- | -------------------- | -------- | ------------ | ----------------------- |
| Перемога  | 1948 | Вімблдонський турнір | Трава    | Джон Бромвіч | 7–5, 0–6, 6–2, 3–6, 7–5 |

### Парний розряд (2–1)
| Результат | Рік  | Турнір               | Покриття | Партнер      | Суперники                   | Рахунок                 |
| --------- | ---- | -------------------- | -------- | ------------ | --------------------------- | ----------------------- |
| Перемога  | 1944 | Чемпіонат США        | Трава    | Дон Макніл   | Панчо Сегура Білл Талберт   | 7–5, 6–4, 3–6, 6–1      |
| Поразка   | 1945 | Чемпіонат США        | Трава    | Джек Туеро   | Гарднар Маллой Білл Талберт | 10–12, 10–8, 10–12, 2–6 |
| Перемога  | 1947 | Вімблдонський турнір | Трава    | Джек Креймер | Тоні Моттрем Білл Сідвелл   | 8–6, 6–3, 6–3           |

### Мікст (1 поразка)
| Результат | Рік  | Турнір        | Покриття | Партнер    | Суперники                          | Рахунок  |
| --------- | ---- | ------------- | -------- | ---------- | ---------------------------------- | -------- |
| Поразка   | 1945 | Чемпіонат США | Трава    | Доріс Гарт | Маргарет Осборн Дюпон Білл Талберт | 4–6, 4–6 |

## Часовий графік результатів
Джерело:
| W | Ф | ПФ | ЧФ | #Р | КТ | К# | DNQ | A | NH |

| Турніри Великого шолома                |    |    |    |    |    |    |    |    |  |    |    |
| Відкритий чемпіонат Австралії з тенісу |    |    |    |    |    |    |    |    |  |    |    |
| Відкритий чемпіонат Франції з тенісу   |    |    |    |    |    |    |    |    |  | 4р |    |
| Вімблдонський турнір                   |    |    |    |    |    | ЧФ | П  | ЧФ |  | 3р |    |
| Відкритий чемпіонат США з тенісу       | 2р | 2р | ЧФ | ЧФ | ПФ | ЧФ | ЧФ |    |  |    | 2р |